# Diego Peláez Silva
Diego Peláez Silva (Santiago de Compostela, La Coruña Galicia, 18 de mayo de 1989) es un futbolista español que juega de mediapunta para el Club de Fútbol Lorca Deportiva de la Segunda División B de España.

## Trayectoria
Se formó en las categorías inferiores del Celta de Vigo antes de salir para jugar en el filial del Pontevedra CF. Más tarde, jugaría en el Alondras Club de Fútbol de Tercera División y debutaría en la Segunda División B en la temporada 2011-12 con 22 años en las filas del Coruxo FC.
Durante las temporadas 2012-13 y 2013-14 jugó en las filas del SD Compostela en la Segunda División B.
Tras salir de Galicia, el centrocampista ofensivo jugaría más de 160 partidos en la división de bronce del futbol nacional, durante casi 10 temporadas en diferentes conjuntos de la Segunda División B como Cultural Leonesa, Racing de Ferrol, Marbella FC, CE Sabadell, CD Mirandés, Unión Balompédica Conquense y CD Teruel.
Durante la temporada 2014-15, en las filas de la Cultural Leonesa jugó 30 partidos y anotó 5 goles.
En la temporada 2015-16, el jugador vuelve a Galicia para firmar por el Racing de Ferrol y, de nuevo con más de 30 partidos sobre el césped y 2.000 minutos de juego, consigue la clasificación para el playoff de ascenso a Segunda División colocándose como tercero del Grupo I con el conjunto gallego. Ese año anotó 4 goles.
En la temporada 2016-17, Peláez disputó la primera vuelta en el Marbella FC, del Grupo IV de Segunda División B, aunque en invierno abandonó la disciplina malagueña para firmar por el CE Sabadell.
En la temporada 2018-19, jugaría durante la primera vuelta de la temporada en la Unión Balompédica Conquense, con el que fue titular en cuatro partidos de Liga con el club manchego y jugó 14 partidos, un total de 835 minutos acumulados vistiendo su zamarra entre Liga, Copa y Copa Federación.
En enero de 2019, firmó por el CD Teruel dirigido por Dani Aso, que era colista del Grupo III de la Segunda División B, con el que no pudo evitar del descenso.
En verano de 2019, emprendería su primera aventura en el extranjero firmando por el AO Trikala de la Tercera División griega. Al término de la temporada lograría ascender a la Segunda División griega.
En septiembre de 2020 firmó un contrato de tres meses por el Managua F.C., equipo de la Primera División de Nicaragua.
El 2 de enero de 2021, regresa a España para firmar por el C. F. Lorca Deportiva de la Segunda División B de España hasta el final de la temporada.

## Clubes
| Club                           | País      | Año           |
| ------------------------------ | --------- | ------------- |
| Pontevedra CF B                | España    | 2009-2010     |
| Alondras Club de Fútbol        | España    | 2010-2011     |
| Coruxo FC                      | España    | 2011-2012     |
| SD Compostela                  | España    | 2012-2014     |
| Cultural Leonesa               | España    | 2014-2015     |
| Racing de Ferrol               | España    | 2015-2016     |
| Marbella FC                    | España    | 2016          |
| CE Sabadell                    | España    | 2017          |
| CD Mirandés                    | España    | 2017-2018     |
| Unión Balompédica Conquense    | España    | 2018          |
| CD Teruel                      | España    | 2019          |
| AO Trikala                     | Grecia    | 2019-2020     |
| Managua F. C.                  | Nicaragua | 2020          |
| Club de Fútbol Lorca Deportiva | España    | 2021-presente |